# Troll Face Quest
Troll Face Quest is een serie point-and-click adventurespellen van de Nederlandse computerspelontwikkelaar Spil Games. De serie werd in twee en een half jaar meer dan 100 miljoen gedownload.

## Gameplay
Spelers moeten in kleine levels opdrachten en puzzels uitvoeren. De grappig puzzels en raadsels hebben vaak een absurdistische insteek.
De Troll Face Quest-serie bestaat uit de volgende games:
- Trollface Quest (2012 Flash)
- Trollface Quest 2 (2013 Flash)
- Trollface Quest 3 (2014 Flash)
- Trollface Quest 4 (2015 Flash)
- Troll Face Quest Sports (2015)
- Troll Face Quest Unlucky (2015)
- Troll Face Quest Video Memes (2015)
- Troll Face Quest Classic (2016)
- Troll Face Quest Video Games (2016)
- Troll Face Quest TV Shows (2017)
- Troll Face Quest Internet Memes (2017)
- Troll Face Quest Video Games 2 (2018)
- Troll Face Quest Horror (2018)
- Troll Face Quest Horror 2 (2018)
- Troll Face Quest Stupidella and Failman (2018)
- Troll Face Quest Silly Test (2018)
- Troll Face Quest USA Adventure (2018)
- Troll Face Quest Game of Trolls (2019)
- Troll Face Quest USA Adventure 2 (2019)
- Troll Face Quest Horror 3 (2020)